# 郭志緯

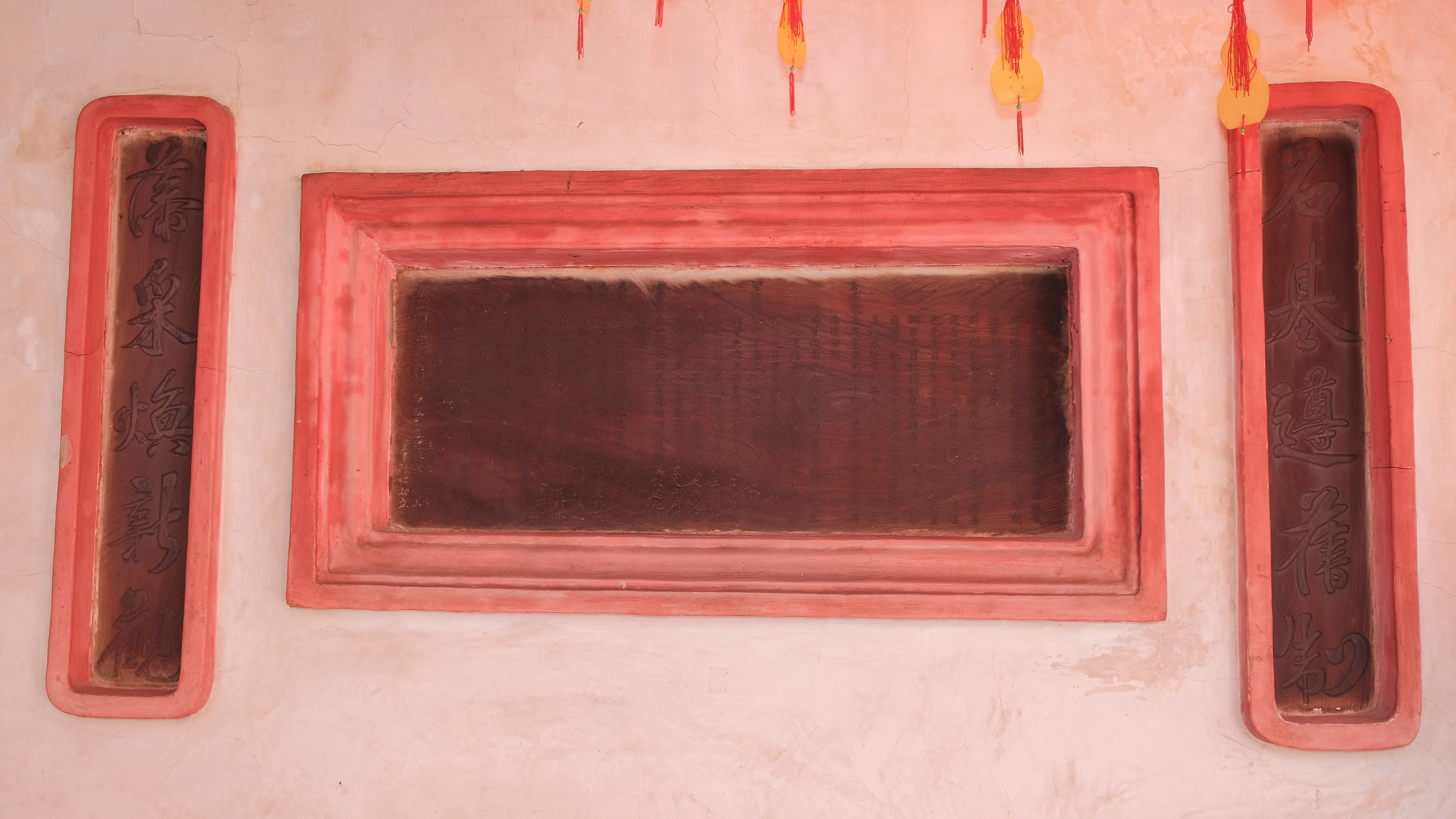
艋舺縣丞郭志緯撰重興武廟碑(新莊武聖廟)

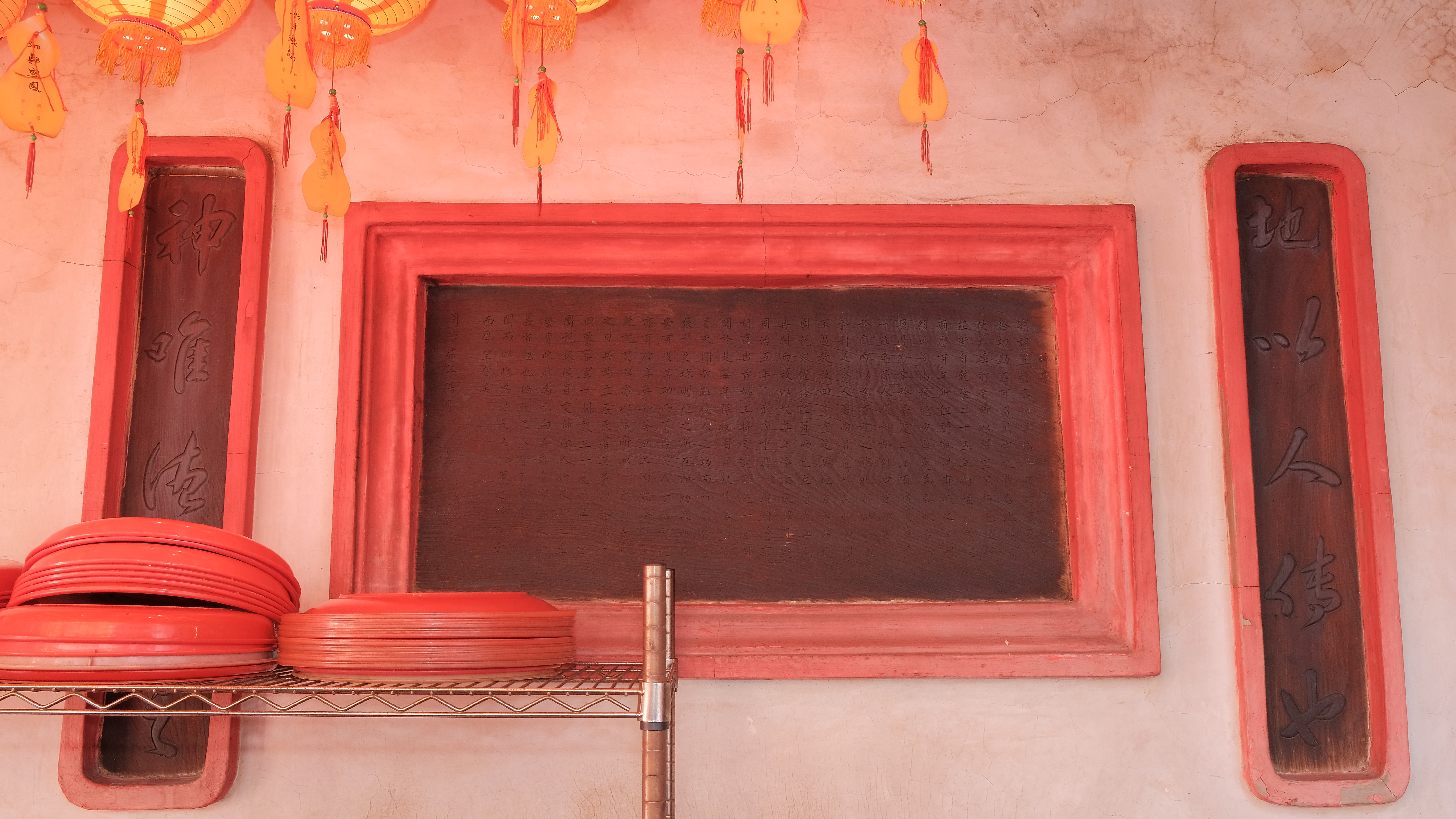
艋舺縣丞郭志緯撰武廟置產功德碑(新莊武聖廟)

郭志緯（？—？），清朝官員，本籍浙江。

## 生平
郭志緯於1862年（同治1年）接替陳灃，任臺灣府淡水廳艋舺縣丞一職，是大臺北地區的地方父母官。